# داستان بی‌پایان
داستان بی‌پایان (به آلمانی: Die unendliche Geschichte) رمان خیال‌پردازی آلمانی است که توسط میشائل انده نگاشته شده و در سال ۱۹۷۹ در آلمان انتشار یافته‌است. تا کنون چندین فیلم از این داستان اقتباس شده‌است.
داستان کتاب در دنیای رؤیاها به وقوع می‌پیوندد. دنیای رؤیاها که به موازات دنیای حقیقی وجود دارد، در حال نابودی توسط هیچ است. اولین قهرمان داستان پسری است که توسط ملکه مأموریت یافته‌است که دنیای رؤیاها را نجات دهد. دومین قهرمان پسری از دنیای حقیقی است که کتابی را با همین نام در دست دارد و داستان به تدریج برایش شکلی حقیقی به خود می‌گیرد.
این کتاب توسط شیرین بنی احمدی ترجمه، به سال ۱۳۶۸ توسط نشر روز، و پس از آن در سال ۱۳۷۹ توسط نشر چشمه، کتاب ونوشه در ایران انتشار یافته‌است.

## خلاصه داستان
باستیان بالتازار بوکس با مردی ملاقات می‌کند که صاحب یک کتاب فروشی قدیمی است. او کتابی را از این کتاب فروشی می‌دزدد، شروع به مطالعه‌اش کرده و به آرامی به بخشی از آن تبدیل می‌شود.
داستان کتاب از آنجایی آغاز می‌شود که دنیای رؤیاها با خطری جدی مواجه شده‌است. هیچ (ویا پوچی) به آرامی همه جا را فرا می‌گیرد. ملکهٔ بی‌آلایش که خود نیز به سختی بیمار است، جنگجویی به نام آتریو از نژاد سبز پوستان را برای پیدا کردن راه علاجی به دنبال جستجوی بزرگ می‌فرستد. آتریو بسیار شجاع است و با وجود اینکه هم سن و سال باستیان است، همانند مردان تفکر می‌کند.
آتریو در جستجوی خود با شخصیت‌های گوناگونی همانند مورلای کهنسال، دو کوتوله به نام‌های اورگل و انگیووک، اویولالا و همچنین یک اژدهای بخت به نام فوخور مواجه می‌شود. فوخور که آتریو او را از دام ایگرامولِ بی‌شمار نجات داده‌است، تا پایان سفر به همراه آتریو مانده و کمکش می‌کند. در طول سفر آتریو متوجه می‌شود که برای نجات دنیای رؤیاها باید نام جدیدی به ملکهٔ بی‌آلایش داده شود، و این کار تنها از عهدهٔ فرزند انسان بر می‌آید.
باستیان با دادن نام فرزند آفتاب به دنیای رؤیاها که تقریباً نابود شده‌است وارد شده و ملکهٔ بی‌آلایش از او می‌خواهد تا دنیای رؤیاها را دوباره و با کمک تصور خویش بسازد. باستیان با کمک گردنبند آرین که به او قدرتی اعطا می‌کند تا به وسیلهٔ آرزوهای خود هر آنچه را اراده می‌کند در سرزمین رؤیاها به انجام رساند، سرزمین رؤیاها را کاوش کرده، از میان گوپ، خلنگزار رنگ‌ها می‌گذرد، با گزائید جادوگر مبارزه می‌کند و در طول این ماجراها با آتریو دوست می‌شود. اما به مرور زمان گزائید باستیان را خام کرده و باستیان که اکنون رؤیای پادشاهی دنیای رؤیاها را در سر می‌پروراند، تا آنجا پیش می‌رود که در جنگی نابرابر به روی آتریو شمشیر کشیده و او را زخمی می‌کند.
هر بار که یکی از آرزوهای باستیان به حقیقت می‌پیونند، او یکی از خاطراتش را در دنیای حقیقی از یاد می‌برد. هنگامی که تقریباً خاطره‌ای برایش باقی نمانده، به معنای راستین مأموریتی که باید توسط آرین به انجام رساند پی می‌برد. آتریو و فوخور به کمک باستیان آمده و سرانجام او موفق می‌شود که به دنیای حقیقی بازگردد.
هنگامی که باستیان به دنیای حقیقی بازمی‌گردد، کتاب ناپدید شده‌است. باستیان سعی می‌کند که با صاحب کتاب فروشی، آقای کورِآندر صحبت کرده و توضیح دهد که کتاب چگونه ناپدید شده‌است، و با تعجب در می‌یابد که صاحب کتاب فروشی به داستان او علاقه‌مند است. کتاب با این جملات پایان می‌یابد:
«باستیان بالتازار بوکس، اگر اشتباه نکنم تو به بعضی‌ها راه ورود به سرزمین رؤیاها را نشان خواهی داد تا از آب چشمهٔ زندگانی برای ما ارمغان بیاورند.» آقای کورآندر اشتباه نمی‌کرد؛ ولی این داستان دیگری است که بعدها بازگو خواهیم کرد.

## شخصیت‌ها
- باستیان بالتازار بوکس (به آلمانی: Bastian Balthasar Bux) پسری که کتاب داستان بی‌پایان را مطالعه کرده و به آرامی به بخشی از داستان تبدیل می‌شود.
- آتریو (به آلمانی: Atréju) جنگجوی شجاعی از نژاد سبز پوستان که به دنبال درمانی برای جلوگیری از نابودی دنیای رؤیاها روانه می‌شود و در پی مأموریت خود، راه ورود باستیان به دنیای رؤیاها را می‌گشاید.
- ملکهٔ بی‌آلایش/فرزند آفتاب (به آلمانی: Die Kindliche Kaiserin/Mondenkind) حاکم دنیای رؤیاها که با نام رسمی چشم طلایی که آرزوها را برآورده می‌کند خطاب قرار می‌گیرد. تمامی موجودات دنیای رؤیاها، چه نیک و چه شرور نزد وی یکسان هستند. هر شخصی که آرین، نشان ملکه را به گردن داشته باشد می‌تواند از تمامی اختیارات او برخوردار شود.
- فوخور، اژدهای بخت (به آلمانی: Fuchur, der Glücksdrache) اژدهاهای بخت هرگز ناامید نمی‌شوند و آوازشان می‌تواند خوشبختی را در وجود تمامی موجودات بدمد. آتریو او را از دام ایگرامولِ بی‌شمار رهانیده، و به همین دلیل فوخور او را سرور و دوست خود می‌شمارد.
- کارل کنراد کورآندر (به آلمانی: Karl Konrad Koriander) صاحب کتاب‌فروشی‌ای که باستیان کتاب داستان بی‌پایان را از او می‌دزدد.
- گِمورک (به آلمانی: Gmork) گرگی که به نیروی هیچ خدمت می‌کند و از آغاز سفر آتریو به دنبال او بوده تا نابودش کند.
- گزائید (به آلمانی: Xayide) جادوگری که با نقشه‌ای زیرکانه باستیان را اغوا کرده و سعی در بدست آوردن حکومت دنیای رؤیاها دارد.